# PlayStation Vita
PlayStation Vita (také označovaná PS Vita nebo jednoduše Vita) je kapesní konzole firmy Sony, nástupce konzole PlayStation Portable. V prodeji byla standardní verze a verze s 3G modulem. Kromě navýšení výkonu se PS Vita zaměřila i na mobilní hraní. Základem této přenosné konzole je výkonný čtyřjádrový procesor spolu s moderním grafickým čipem a dotykovou OLED obrazovkou (více v technických specifikacích pro PS Vita System PCH-1000/1100). Další zajímavostí je bezesporu dotykový panel na zadní straně, a dvojice obsažených videokamer, jedna se nachází vpředu a druhá vzadu. Dále obsahuje trojici snímačů pohybu, gyroskop, akcelerometr a elektronický kompas.

## Modely
| Model                              | Označení | Připojení             | Počáteční cena | Uvedení do prodeje v Japonsku | Uvedení do prodeje v ČR |
| ---------------------------------- | -------- | --------------------- | -------------- | ----------------------------- | ----------------------- |
| PS Vita System PCH-1000            | Wifi     | Wifi, Ad-hoc          | 249 USD        | 2011                          | 22. února 2012          |
| PS Vita System PCH-1100            | 3G       | Wifi, Ad-hoc, 3G      | 299 USD        | 2011                          | 22. února 2012          |
| PS Vita System PCH-2000            | Slim     | Wifi, Ad-hoc          | 190 USD        | 10. října 2013                | únor 2014               |
| PS Vita TV System (pouze Japonsko) | TV       | Wifi, Ad-hoc          | ---            | 14. listopadu 2013            | ---                     |
| PS Vita System PCH-3000            | 4G       | Wifi, Ad-hoc, 3G, LTE | ---            | ---                           | ---                     |

### PlayStation Vita System PCH-1000 (Wifi)
Jedná se o model pouze s připojením k Wifi, bývá přibližně o 20% levnější než model umožňující 3G připojení, neobsahuje GPS (určení polohy je možné přes wifi připojení).

### PlayStation Vita System PCH-1100 (3G)
Dražší verze, která má v sobě zabudován GPS modul a slot na SIM kartu. Neumí však využívat klasické volání a SMS, pouze přes sociální media jako je SKYPE, facebook, nebo Twitter. Uvedené aplikace jsou ke stažení na PS Store.

### PlayStation Vita System PCH-2000 (Slim)
Jedná se o cenově dostupnější náhradu za předchozí modely. Má LCD displej místo OLED displaye, některá tlačítka mají nový design, byl přidán Micro USB konektor a 1 GB interní paměti. Baterie však vydrží až 6 hodin a konzole je o 15% lehčí než Wi-fi a 3G verze. Oproti nim se však jinak vůbec neliší.

### PlayStation Vita TV
Nejedná se o náhradu PS3, ale spíše o její levnější variantu. Nemůžeme však počítat s tím že PS Vita tituly budou na velké obrazovce vypadat tak dobře. Připojení bude pomocí HDMI portu, výkon bude stejný jako na PS Vita. Jedná se o krok SONY proti nynějším levným Android konzolím jako je OUYA.

### PlayStation Vita System PCH-3000 (4G) - podle uniklých informací plánován, ale nikdy nevydán
Mělo se jednat o nástupce modelu 1104 (3G), podle uniklých informací ze Sony měl obsahovat HDMI a USB porty, slot na SIM kartu podporující připojení 4G technologie LTE a vylepšený firmware s lepší strukturou složek a ikon na ploše.

## PlayStation Network
Systém PS Vita podporuje služby sítě PlayStation Network, například přátele, zápasy, hodnocení, a trofeje, které jsou přidávány k vašemu celkovému počtu získanému na konzoli PlayStation 3. Jsou připravovány další služby sloužící ke sledování výsledků ostatních hráčů, nebo také funkce pro vyhledávání polohy. Díky ní rychle zjistíte, co právě hrají uživatelé systému PS Vita ve vašem okolí, nebo jakou hru nedávno ukončili. Systém PS Vita lze také kombinovat s konzolí PlayStation 3 a hrát v režimu více hráčů, každý na jiném zařízení.

## PlayStation Vita karta
Software pro PlayStation Vita byl distribuován na patentované paměťové kartě typu flash nazývané "Sony PS Vita Memory Card" namísto Univerzálních Media Disků (UMDs) používaných na prvních modelech PlayStation Portable. Velikostí a tvarem je velmi podobná SD kartě. Některé aplikace a hry vyžadují vloženou PlayStation Vita paměťovou kartu. Pět až 10 % místa na hrací kartě je rezervováno pro ukládání herních dat a patchů.

## PlayStation Vita paměťová karta
PS Vita není kompatibilní se standardními paměťovými moduly jako jsou SD karty a místo toho ukládá data na dražší PS Vita paměťové karty, které jsou dostupné ve velikostech od 4 GB do 64 GB.

## Uživatelské prostředí
Na rozdíl od PSX DVR, PSP a PlayStationu 3 nepoužívá PS Vita rozhraní XrossMediaBar. Místo toho obsahuje namluvené uživatelské prostředí LiveArea, které zahrnuje dotykové ovládání a rozličné prvky sociálních sítí přes PlayStation Network. V době vydání PS Vita webový prohlížeč nepodporoval Adobe Flash, ačkoli obsahoval HTML5, cookies i JavaScript. Sony také do PS Vita oficiálně vložili Recovery Menu. Díky nové vlastnosti Live area jsou nejnovější herní informace, jako například stahovatelný obsah, dostupné na LiveArea. Jako dodatek lze také zhlédnout „Aktivity“ ostatních uživatelů, kteří hrají stejnou hru.

## Hry
Většina her je distribuována skrz PS Vita kartu a je prodávána v kamenných obchodech, zatímco některé hry, jako třeba Tales from Space: Mutant Blobs Attack, Super Stardust Delta nebo Escape Plan, jsou distribuovány online a mohou být zakoupeny pouze v PlayStation Store. PS Vita není zpětně kompatibilní s PlayStation 2 a PlayStation 3 hrami. Kvůli absenci UMD mechaniky není ani zpětně kompatibilní s PSP hrami na UMD, ale nabízí kompatibilitu s PSP hrami staženými z PS Store. Díky poslednímu patchi je PS Vita zpětně kompatibilní i s hrami z PlayStation 1.

## Doplňkové prvky
Po vzoru chytrých telefonů je i kapesní PlayStation vybaven dvěma vestavěnými fotoaparáty - na přední a zadní straně. Díky přednímu fotoaparátu jsou podporovány videohovory, které lze provádět například v aplikaci Skype, kterou lze najít na PS Store. Vita je nabízena ve dvou verzích. Jedna disponuje pouze WiFi rozhraním, druhá je navíc ještě vybavena slotem na SIM karty,ale nemůže sloužit jako mobilní telefon, funguje pouze na 3G(internet). Jdou vidět zprávy, bohužel je nejde odesílat.

## Výdrž
- doba nabíjení z prázdné baterie do plna je 2 hodiny 40 minut
- výdrž baterie při hraní je 3 až 5 hodin na jedno nabití při zachování továrního nastavení displeje a vypnutých veškerých připojeních (bluetooth, wifi, 3G…)
- přehrávání videa 5 hodin
- přehrávání písniček ve Stand-by modu 9 hodin

## Technické specifikace
- Číslo modelu: PCH-1000 series
- CPU: ARM® Cortex™ A9 core (4 jádra), frekvence jader 0,8–2 GHz?[2]
- GPU: SGX543MP4+
- Displej: OLED, úhlopříčka 5 palců, dotykový, kapacitní, rozlišení: 960×544 pixelů, 16,7 milionů barev
- Rozměry: přibližně 182×18,6×83,5 mm
- Zadní touch pad: multi-touch plocha
- Kamery: přední, zadní (1,3 Mpx)
- RAM: 512 MB
- VRAM: 128 MB
- Zvuk: vestavěné stereo reproduktory + mikrofon
- Senzory: senzory pohybu schopné snímání v šesti osách (tříosý gyroskop, tříosý akcelerometr), tříosý elektronický kompas
- Poloha: vestavěná GPS, podpora služby Wi-Fi lokace
- Ovládací prvky: směrová tlačítka(nahoru, dolu, doleva, doprava)akční tlačítka (trojúhelníček, kolečko, křížek, čtvereček), vrchní (shoulder) tlačítka R1 a L1, pravá a levá analogová páčka, ovládání hlasitosti, tlačítka start a select
- Bezdrátová komunikace: 3G, IEEE 802.11b/g/n (Infrastructure mode/Ad-hoc mode), Bluetooth® 2.1+EDR A2DP/AVRCP/HSP
- Podporované formáty:
  - Zvuk: MP3 MPEG-1/2 Audio Layer 3, MP4 (MPEG-4 AAC), WAVE (Linear PCM)
  - Video: MPEG-4 Simple Profile (AAC), H.264/MPEG-4 AVCHigh/Main/Baseline Profile (AAC)
  - Obrázky: JPEG, TIFF, BMP, GIF, PNG
- Výdrž baterie: 5–6 hodin hraní

PS Vita má standardní Wi-Fi modul podporující 802.11 b/g/n, novinkou bude Bluetooth 2.1 a hlavně možnost pořízení verze s GPS a 3G modulem pro mobilní hraní. A právě mobilní připojení bude hrát velkou roli, jelikož Sony oznámila spolupráci s AT&T (mobilních širokopásmová síť v USA).
U PS Vita již nebudou tradiční UMD disky, ale speciální karty NVG Cards. Karty budou ve velikostech 4, 8, 16 a 32 GB. Na kartu se hrou se budou ukládat i herní pozice. Sony plánuje většinu her pro PSP vydat i pro PS Vita.

## Seznam oznámených her pro PlayStation Vita
- BlazBlue: Continuum Shift II Plus
- Broken
- Borderlands 2
- Call of Duty Black Ops: Declassified
- Dragon’s Crown
- Dynasty Warriors (pracovní název)
- Escape Plan
- Everbodys Golf
- Fifa
- Gravity
- Hot Shots Golf
- Hustle Kings
- LEGO Harry Potter: Years 5-7
- Little Deviants
- LittleBigPlanet (pracovní název)
- ModNation Racers
- Monster Hunter Portable 3
- Oddworld: Munch’s Oddysee
- Oddworld: Stranger’s Wrath
- Reality Fighters (pracovní název)
- Resistance: Burning Skies
- Ridge Racer (pracovní název)
- Ruin (pracovní název)
- Silent Hill: Book of Memories
- Smart As
- Sound Shapes
- StarDrone
- Street Fighter X Tekken
- Super Stardust Delta (pracovní název)
- Top Darts
- Uncharted: Golden Abyss
- Untitled Badman game
- Unnamed BioShock game
- Virtua Tennis 4
- Wipeout 2048
- Sly Cooper: Thieves in time
- Need for Speed Most Wanted 2012